# Napalm Death
Napalm Death est un groupe de grindcore britannique, originaire de Meriden, en Angleterre. Formé en 1981, et sans plus aucun membre original encore présent, le groupe se compose actuellement du chanteur Barney Greenway, du bassiste Shane Embury, du guitariste John Cooke et du batteur Danny Herrera.
Napalm Death est considéré par l'audience générale comme un pionnier du genre grindcore, avec l'ajout d'éléments de punk hardcore et de death metal, et l'utilisation de guitares distordues, d'un tempo rapide, de blast beats, de chant guttural et de paroles sociopolitiques. Le premier album du groupe, Scum, commercialisé en 1987 par Earache Records, a eu une grande influence dans la communauté metal globale.
Napalm Death recense un total de quinze albums et est listé au Nielsen SoundScan comme le septième groupe de death metal ayant vendu le plus de CD aux États-Unis.

## Biographie

### Débuts (1981–1986)
Napalm Death est formé dans le village de Meriden près de Coventry, au Royaume-Uni en mai 1981 par Nic Bullen et Miles Ratledge, alors qu'ils sont encore adolescents. Le duo joue comme groupe amateur depuis 1980 et emprunte plusieurs noms de scène comme Civil Defence, The Mess, Evasion, et Undead Hatred) avant de choisir définitivement Napalm Death au milieu de 1981. La première formation stable du groupe se compose de Nicholas Bullen au chant et à la basse, Simon Oppenheimer à la guitare, et Miles Ratledge à la batterie, entre décembre 1981 en janvier 1982. Graham Robertson se joint au groupe comme bassiste en janvier 1982. Simon Oppenheimer quitte le groupe en 1982 et est remplacé par Darryl Fedeski qui quitte le groupe en octobre 1982 : à ce stade, Graham Robertson se lance dans la guitare, et Finbarr Quinn (ex-Curfew) se joint à la basse et au chœur. Le groupe participe à des concerts dès 1982 et 1983 aux côtés de groupes anarcho-punk comme Amebix, The Apostles et Antisect ; il enregistre quatre démos ces mêmes années, des démos qui seront inclus dans la compilation Bullshit Detector Volume 3 distribué par Crass Records en 1984.
Le groupe devient inactif fin 1983. À cette période, Nic Bullen rencontre Justin Broadrick, un guitariste originaire de Birmingham avec qui il partage un intérêt pour des groupes tels que Killing Joke, Throbbing Gristle, Crass, Amebix, Swans, et la scène power electronics alors en émergence. Bullen se joint au groupe de Broadrick, Final, en 1983. En juillet 1985, Napalm Death se reforme brièvement pour un concert de Mermaid à Birmingham. Le groupe participe à son premier concert en tant que trio le 31 août 1985. En septembre 1985, Peter Shaw (ex-Autism) se joint à la basse. Le quartet enregistre alors Hatred Surge (la cinquième démo du groupe) le 23 octobre 1985.

### 1987–1989
Avec le départ de Broadrick et Bullen, le groupe cherche de nouveaux membres. Le guitariste Bill Steer joue dans un groupe originaire de Liverpool, appelé Carcass ; il se joint à Napalm Death tout en restant membre actif de Carcass. Le groupe demande à un de leurs amis (Lee Dorrian) de devenir leur chanteur. Ce line-up entregistre le B-side du LP Scum aux Rich Bitch studios en mai 1987, et l'album est distribué par le label Earache Records. Bill Steer devient également troisième du « Top 20 des guitaristes death metal de tous les temps de Decibel Magazine. »
Le groupe perd un autre membre avant sa tournée promotionnelle de l'album Scum. Jim Whiteley quitte le groupe pour se joindre à Ripcord, et Shane Embury (ancien membre d'Unseen Terror) endosse le rôle de bassiste. Le groupe apparait dans deux compilations (North Atlantic Noise Attack et Pathological Compilation), enregistrent deux sessions Peel, et un split 7" en compagnie du groupe japonais S.O.B.. Ils reviennent également aux Rich Bitch Studios pour enregistrer leur second album : From Enslavement to Obliteration.

### 1990–1994
En Floride, ils travaillent sur leur nouvel album, Harmony Corruption. À l'écriture de Harmony Corruption, ils changent un peu de style musical, passant du grindcore à un mélange de blast beats et de quelques parties rythmiques plus lentes. Le death metal a une influence majeure sur Harmony Corruption.
Après l'enregistrement de l'EP intitulé The World Keeps Turning, le groupe part en tournée européenne avec Dismember et Obituary. Ils partent en tournée en Amérique aux côtés de Sepultura, Sacred Reich et Sick Of It All. L'EP de Napalm Death, Nazi Punks Fuck Off, paru en 1993, est largement diffusé dans les organismes anti-fascisme.

### 1995–2004
L'EP Greed Killing est commercialisé via Earache Records.

### Depuis 2005

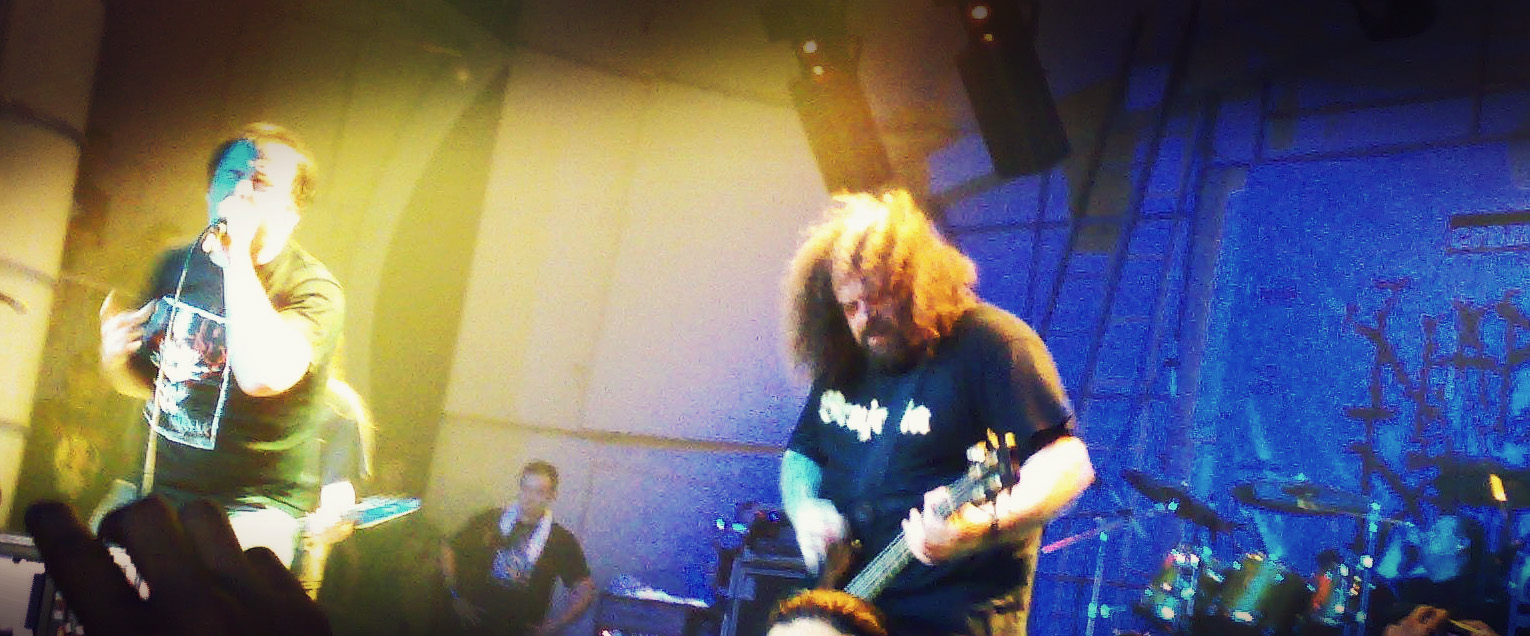
Napalm Death, sur scène en 2007.

En avril 2005, leur album The Code Is Red...Long Live the Code est commercialisé. Il implique Jeffrey Walker (ancien membre de Carcass), Jamey Jasta (chanteur de Hatebreed) et Jello Biafra (ancien membre de Dead Kennedys, et Lard entre autres). L'album continue l'approche progressive de leur style metal extrême.
En février 2011, Napalm Death apparaît dans un épisode de Skins. Napalm Death entre au Parlour Studio de Kettering, aux côtés du producteur Russ Russell afin de travailler sur un nouvel album. Également en 2011, ils enregistrent le single Legacy Was Yesterday. Napalm Death fait paraître son quinzième album, Utilitarian, le 27 février 2012 en Europe, et le 28 février en Amérique du Nord via Century Media.
Napalm Death est programmé pour jouer au Victoria and Albert Museum de Londres, le 22 mars 2013. Elle est finalement annulée mais remplacée par une apparition au De La Warr Pavilion de Bexhill, pour le 29 novembre 2013.
Le 5 novembre 2014, Mitch Harris annonce sa séparation temporaire avec le groupe. Le groupe sort son quinzième album Apex Predator - Easy Meat en janvier 2015.

### Nouvel album en 2020
Le nouvel album du groupe, intitulé Throes of Joy in the Jaws of Defeatism sort le 18 septembre 2020.

## Discographie
- 1982 : Punk is a Rotting Corpse (démo)
- 1982 : Halloween (démo)
- 1982 : And, Like Sheep, We Have Gone Astray (démo)
- 1983 : Kak (démo)
- 1983 : Unpopular Yawns of Middle Class Warfare (démo)
- 1985 : Hatred Surge (démo)
- 1986 : From Enslavement to Obliteration (démo)
- 1986 : Scum (démo)
- 1987 : Scum (album)
- 1988 : The Curse (EP)
- 1988 : From Enslavement to Obliteration (album)
- 1989 : Napalm Death/S.O.B. Split 7" Flexi (split avec S.O.B.)
- 1989 : Live EP (EP)
- 1989 : Mentally Murdered (EP)
- 1989 : Split with Electro Hippies (split single avec Electro Hippies)
- 1989 : The Peel Sessions (live)
- 1990 : Suffer The Children (EP)
- 1990 : live at the ICA in London (live)
- 1990 : Harmony Corruption (album)
- 1990 : Live Corruption (VHS)
- 1991 : Mass Appeal Madness (EP)
- 1992 : Malignant Trait (single)
- 1992 : Utopia Banished (album)
- 1992 : The World Keeps Turning (EP)
- 1992 : Death By Manipulation (compilation)
- 1993 : Live Corruption (live)
- 1993 : Nazi Punks Fuck Off (single)
- 1994 : Fear, Emptiness, Despair (album)
- 1995 : Hung (single)
- 1995 : Greed Killing (EP)
- 1996 : Cursed To Tour (split CD avec At The Gates)
- 1996 : In Tongues We Speak (split CD avec Coalesce)
- 1996 : Diatribes (album)
- 1997 : Inside The Torn Apart (album)
- 1997 : Breed To Breathe (maxi)
- 1998 : Words From The Exit Wound (album)
- 1998 : Bootlegged In Japan (live)
- 1999 : Leaders Not Followers (EP)
- 2000 : The Complete Radio One BBC Sessions (live)
- 2001 : Enemy of the Music Business (album)
- 2001 : The DVD (DVD)
- 2002 : Order of the Leech (album)
- 2003 : Noise For Music's Sake (compilation)
- 2003 : Punishment In Capitals (DVD)
- 2003 : Punishment In Capitals (live)
- 2004 : Leaders Not Followers Part. II (album)
- 2005 : tsunami benefit CD-single (split single avec The Haunted et Heaven Shall Burn)
- 2005 : The Code Is Red… Long Live the Code (album)
- 2006 : Smear Campaign (album)
- 2009 : Time Waits for no Slave (album)
- 2012 : Utilitarian (album)
- 2015 : Apex Predator - Easy Meat (album)
- 2018 : Coded Smears And More Uncommon Slurs (compilation)
- 2019 : Live at Rock City (live)
- 2020 : Throes of Joy in the Jaws of Defeatism (album)
- 2022 : Resentment Is Always Seismic – A Final Throw Of Throes